# Dispersione (biologia)
In biologia ed ecologia il termine dispersione indica l'insieme dei fenomeni in base ai quali un organismo vivente si separa geograficamente dalla popolazione d'origine, colonizzando un nuovo territorio.